# Kupi menja
Kupi menja (russisk: Купи меня) er en russisk spillefilm fra 2018 af Vadim Perelman.

## Medvirkende
- Julija Khlynina som Katja Koroljova
- Anna Adamovitj som Liza
- Svetlana Ustinova som Galja
- Mikael Janibekyan som Suren
- Ivan Dobronravov som Misja